# G-Man
G-Man，是科幻第一人称射击游戏半条命系列的重要角色之一。他通常会穿着一身笔挺的商务西装，一只手提着只公文箱。他第一登场是在半条命中。G-Man最为人所知的就是他古怪的行为和常人外表后的不可知的能力，尽管他的目的和动机还不为人所知。他在游戏中是作为一个纵览者和雇主出现的，他关注着高登·弗里曼在游戏中的一切行动。

## G-Man其人
从外表上来看，G-Man是一个瘦削的普通人，留着军队中的平头，脸色发白，但擁有一雙炯炯有神的碧色眼睛。他说起话来慢条斯理，有些焦躁，有些时候会在音节上加重语气或者笨拙地改变语调。这些都是语言障碍的一些特征。有些玩家这样认为因为他几乎没人了解的“工作”让他不能说的更多。G-Man常常会把S音发得很长（比如“Limitlessssss potential”），他和X档案中的“抽烟者”有异曲同工之妙。
G-Man古怪的說話方式與他的外貌，暗示在各種報告裏面出現的黑衣人的行為，在戰慄時空和戰慄時空2 裡，G-Man的外觀和身體狀況似乎並沒有隨時間改變（戰慄時空和戰慄時空2的時間線相差20年）。
值得注意的是G-Man并不是他的真实名字。不管是在戰慄時空或者戰慄時空2中，他从未没有或者直接提到他自己就是“G-Man”。大多数人都叫他“G-Man”或者「Government Man」（政府機關人員），所以，他的真实名字还是未知。在半条命2发布之前，很多玩家相信他是黑色高地的背後負責人，但是随着剧情的发展，真正的負責人浮出水面：布林博士。
G-Man可以在其他人驚慌失措的時候，流露出一種平靜，G-Man還可以冷靜地弄直自己的領帶或為用手翻西裝領子。半条命2的動畫師道‧伍德(Douglas Wood)說：「我希望玩家永遠都不知道G-Man是屬於哪個陣營。不過我會幫他向弗里曼說聲抱歉，因為他「很後悔」把弗里曼博士拉進這種情況，但他最後會擺出一個傻笑，讓你不斷推測他的真誠。 」 在畫出G-Man的面部表情前，伍德花了數週在一面鏡子前練習表情。
G-Man经常带着一个手提箱，使用作弊的「穿牆模式」（noclip）或者用模型编辑器（Half-Life Model Viewer）可以看到他的箱子里面有这些东西：
- 3根铅笔
- 一些纸
- 带着皮套的9mm手枪
- 一些大的认证卡

Valve为这个角色起名为“GMan”，但是大多数半条命相关的社群都叫他“G-Man”。另外，玩家推測他的身份，有些玩家認為是「Government Man」，也有些玩家則認為是高登·弗里曼的未來版（G-Man=Gordon Freeman），而製作團隊Valve沒有表示這兩個說法哪個正確，還是兩個都不一定正確。

## 登场游戏

### 半条命

在Xen的传送器上的G-Man

G-Man在游戏中的第一次登场是在半条命的介绍画面，而且看起来比主角戈登·弗里曼还要先到实验室，玩家可以通过玻璃看到他正在和一个科学家争吵着什么。在黑山事件之后游戏开始，他也在游戏外的一些区域观察着主角的行动。
非常有趣的是G-Man在任何时候都不会受到武器的伤害，不知道是因为这个角色可以“永生”还是能够有方法避免让武器接触到自己。后者更为有可能。
在弗里曼击败了半条命的最终关底Nihilanth之后，G-Man在剥夺了弗里曼的武器后把他传送到了一个“安全区域”。最终两个人都以不可想象的速度在空间（时间？）内穿行。G-Man告诉弗里曼他一直在注意他的行动。同时他暗示弗里曼刚刚经历过的一切只不过是一个测试而已。摆在弗里曼面前的有两条路：赤手空拳地再次面对凶残的Xen外星人，或者跟着G-Man工作。随后游戏屏幕全黑。半条命2中，G-Man谈及了这次“自由选择”，暗示到不管弗里曼选择哪条路都会成为他的雇佣兵。

### 半条命：针锋相对

G-Man把主角关在门外

在半条命的扩展包半条命:针锋相对中，G-Man一直在观察另外一个主角，阿德里安·谢泼德下士。
在军营中训练的时候，玩家可以看到G-Man正在窗外和一个士兵谈话，并且时不时地瞟向主角这边。由于主角的训练量的不断加大，可以了解到G-Man开始对主角产生兴趣。后来G-Man为谢泼德打开了门，但是再往后一关他关上了谢泼德的逃生门。
值得注意的是后来谢泼德被G-Man拘禁了起来，这有些像半条命的结局中的戈登·弗里曼。

### 半条命2
半条命2中告诉玩家戈登·弗里曼同意为G-Man工作。在简介部分，弗里曼正在一种迷幻的状态下和G-Man谈话。在听G-Man说完一段话之后，弗里曼在一列通往东欧17城的列车上醒来，在那里他会碰到联合军。
G-Man仍然老样子在观察着主角的一举一动。没有其他任何一个角色动过他的公文箱，所以想认出他很方便。他还常常出现在电视或者其他大屏幕上。
在联合军营的大战之后，弗里曼引发了黑暗物质的反应，自己也陷入危险之中。G-Man把他救出。游戏的结局和半条命一样，都是两人一同消失在时空隧道中。
G-Man还是没有给玩家揭开他神秘的面纱，不管是关于他的身世还是力量。
值得注意的是，在游戏结束后，布林博士问弗里曼，“你知不知道你的合同会变成更大的赌博？”暗示到G-Man和他的雇员们会遇到更多的不可知事件。
在游戏第七章“17号公路”中，玩家使用放大设备看到G-Man正在和卡伯居上校谈话。后来上校给弗里曼一个RPG发射器让他摧毀合成人武装直升机。

### 半条命2：第一章
在半条命2：第一章中G-Man对戈登的拘禁被一群弗地冈人以念力阻止，之後G-Man愤怒的说：「我們……走著瞧！」（We'll see... about that!）之後會採取什麼樣的行動還未知。直到游戏结束也再没看到他。

### 半条命2：第二章
在受到猎人攻击而身受重伤生命垂危的爱丽克斯·凡斯接受弗地冈人治疗時，G-Man和在一旁等候的戈登通話，告诉戈登他对爱丽克斯的关注，并要求戈登安全护送爱丽克斯至白森林，还请爱丽克斯转告伊萊“准备迎接出乎意料的结果。”（"Prepare for unforeseen consequences"）随后，他又开始了在远处观察戈登的行动。

### 游戏中出现地点清单
黑体字为关卡名称（部分未汉化），括号内字为地图文件名称。 （在控制台中输入map+空格+地图名 可跳转至相关地图）

#### 半衰期
- 初到黑山（c0a0d）：当戈登在一个大机器人面前停下来的时候，G-Man正在和一个科学家站在一起。
- 异常物质（c1a0）：如果你在找HEV时候走了一条错路，能看到G-Man正在一个不能进入的房间和一个科学家吵架。
- 不可预见的后果（c1a1b）：沿着楼梯一直往上。
- 办公室区（c1a2b）
- 我们遇到敌人了！（c1a3d）：在楼梯上端。
- 开启电力（c2a1）：铁道车外面的控制室内。
- 恐惧（c2a3b）：一个有公牛和3支手枪的房间内。
- 拉姆达核心（c3a2c）：B层内。

#### 半衰期：针锋相对
- 新兵训练营（ofboot1）：第二层的右手边。
- 欢迎来到黑山（of1a1）：在一个封锁门内和一个守卫吵架。
- 欢迎来到黑山（of1a3）：在谢泊哈德逃走的时候打开了门。
- 我们正在撤退！（of1a6）：关上了门阻止谢泊哈德登上逃离黑山的直升机。
- 坑洞蠕虫之巢（of4a4）：窗外。
- Foxtrot Uniform（of5a4）：桥上。
- 包裹（of6a4）：还是窗外。

#### 半衰期：蓝色偏移
- Insecurity（ba_maint）：呼啸而过的火车上。

#### 半衰期2
- 好日子（d1_trainstation_05）：如果玩家在克莱纳的显示屏前多呆一会，就能看到G-Man。
- 运河航道（d1_canals_01）：电视中。
- 运河航道（d1_canals_06）：7号站。
- 运河航道（d1_canals_06）：大显示屏。
- 运河航道（d1_canals_12）：汽船上。
- 运河航道（d1_canals_13）：控制门旁边。
- 我们不去温莱霍姆（d1_town_05）：在离开莱温霍姆后，火车上。
- 17号高速公路（de_coast_03）：17号公路上。
- 诺瓦矿场（de_prison_02）：窗外。
- 反公民1号（d3_c17_02）：电视中的木船旁边。
- 反公民1号（d3_c17_03）：屏幕上。

#### 半衰期2：第二章
- 弗里曼祭司（ep2_outland_06）：桥上
- 在雷达下（ep2_outland_10）：白森林旅馆后面，稍后戈登的车被挡住的地方。
- 我们共同的朋友（ep2_outland_11b）：显示莫斯曼信息的屏幕上，当图象消失时隐约可以看到他的身影。

### 推测的背景
玩家已经对G-Man的背景做出了种种推测：
名字可能来自于高登·弗里曼：Gordon Freeman
他和弗里曼的眼睛都是绿色的
他可能是来自于未来的弗里曼
他并没有出现在黑山科学家的合影上
可能是一个名叫“Slick”的科学家
The Game Theorists推測G-Man 的真实身份可能是和 Nihilanth 同一个种族的不同个体，只是以人类形态出现在戈登弗里曼的面前。

## 声音
- 英語原音由麦克尔．沙皮洛配音。
- 中文版（臺灣）由孫德成擔綱配音。